# Отис Рединг
Отис Рединг Джуниър (на английски: Otis Redding, Jr.) е американски соул изпълнител, сред най-популярните и уважавани представители на стила ритъм енд блус.
Оказва с непретенциозния си стил влияние върху редица певци. Често е наричан Краля на соула и е прочут със силните емоции, които гласът му изразява.
Според сайта на Залата на славата на рокендрола името му е „синоним на термина соул; музика, която произлиза от преживяванията на чернокожите в Америка чрез преобръщането на госпела и ритъм енд блуса във формата на забавно, светско свидетелстване“. През 1967 г. Джон Ландо, критик на рок музика, казва, че „Отис Рединг е рокендрол“.
Музикантът умира при самолетна катастрофа на 26 години, месец преди излизането на (Sittin' on) the Dock of the Bay. Тази песен остава в историята на музиката сред най-хитовите сингли.

## Ранни години
Отис Рединг е роден на 9 септември 1941 г. в Доусън, щата Джорджия, в семейството на баптистки пастор, което обяснява влиянието върху музиката му. На 5-годишна възраст се мести със семейството си в квартира в Мейкън, Джорджия, където започва да пее във Вайнвилската баптистка църква. Присъединява се към една гимназиална музикална група, но напуска училище поради финансовите затруднения на семейството. Така се присъединява към бившата група на Литъл Ричард, „Ъпсетърс“ (The Upsetters). Започва да се състезава в местния музикален конкурс „Неделни таланти“, където печели по $5 на участие, но му е забранено да участва, след като печели 15 поредни седмици.

## Самолетна катастрофа
На 10 декември 1967 г., пътувайки за концерт, Отис Рединг загива в авиокатастрофа над езерото Монон в щата Уисконсин. Заедно с него загиват четирима участника от съпровождащата го група Bar-Kays. Жив остава само един от участниците – Бен Коули. Да почетат паметта на певеца на погребението му в Мейкън идват над 4500 души.

## Дискография
Албуми
- Pain in My Heart (1964, Atco)
- The Great Otis Redding Sings Soul Ballads (1965, Volt)
- Otis Blue (1965)
- The Soul Album (1966)
- Complete & Unbelievable: The Otis Redding Dictionary of Soul (1966)
- King & Queen (1967) с Карла Томас
- Live in Europe (1967)
- The Dock of the Bay (1968)
- History of Otis Redding (1968)
- The Immortal Otis Redding (1968, Atco)
- In Person at the Whiskey A Go-Go (1968)
- Love Man (1969)
- Tell the Truth (1970)
- Live at the Monterey International Pop Festival (1971, Reprise)
- Remember Me (1992)
- The Best of Otis Redding (1972)
- The Very Best of Otis Redding (2000)

Сингли
- „Shout Bamalama“ (1961)
- „Gettin' Hip“ (1961, Alshire)
- „These Arms of Mine“ (1962, Volt)
- „That's What My Heart Needs“ (1963)
- „Pain in My Heart“ (1963)
- „Come to Me“ (1964)
- „Security“ (1964)
- „Chained and Bound“ (1964)
- „Mr. Pitiful“ (1964)
- „Stand By Me“ (1964)
- „Things Go Better With Coke...“ (A Man And A Woman) – Реклама на Кока-Кола от 1964
- „I've Been Loving You Too Long (To Stop Now)“ (1965)
- „Just One More Day“ (1965) b-side of I've Been...
- „Respect“ (1965)
- „That's How Strong My Love Is“ (1965)
- „I Can't Turn You Loose“ (1965)
- „My Girl“ (1965)
- „(I Can't Get No) Satisfaction“ (1966)
- „My Lover's Prayer“ (1966)
- „Fa-Fa-Fa-Fa-Fa (Sad Song)“ (1966)
- „Try a Little Tenderness“ (1966)
- „I Love You More Than Words Can Say“
- „Shake“ (1967)
- „Glory of Love“ (1967)
- „Tramp“ (1967, Stax) дует с Карла Томас
- „Knock on Wood“ (1967) дует с Карла Томас
- „(Sittin' On) the Dock of the Bay“ (1968, Volt)
- „The Happy Song (Dum-Dum)“ (1968)
- „Amen“ (1968, Atco)
- „Hard to Handle“ (1968) b-side of Amen
- „I've Got Dreams to Remember“ (1968)
- „Lovey Dovey“ (1968, Stax) дует с Карла Томас
- „White Christmas“ (1968, Atco)
- „Merry Christmas, Baby“ (1968) b-side of White Christmas
- „Papa's Got a Brand New Bag“ (1968)
- „When Something is Wrong With My Baby“ (1969) дует с Карла Томас
- „A Lover's Question“ (1969)
- „Love Man“ (1969)
- „Free Me“ (1969)
- „Look at That Girl“ (1969)
- „Demonstration“ (1969)
- „Give Away None of My Love“ (1970)
- „I've Been Loving You Too Long (Live)“ (1971)